# Wirecard
Wirecard AG è stata una società tedesca di tecnologie e servizi finanziari operante a livello mondiale, fondata nel 1999 e con sede principale ad Aschheim, vicino a Monaco di Baviera, e dichiarata insolvente il 3 settembre 2020 dopo che, in seguito ad un buco di 1,9 miliardi di euro, il 25 giugno 2020 la società aveva presentato istanza di fallimento, avviandosi verso la bancarotta.
Wirecard offriva soluzioni per i pagamenti elettronici, la gestione dei rischi e l'emissione di carte di credito a oltre 7.000 clienti. Il suo servizio di pagamento in Internet competeva con PayPal e Western Union. La controllata Wirecard Bank AG aveva una licenza bancaria tedesca ed era uno dei membri principali di VISA, MasterCard e JCB.
La società, quotata alla Borsa di Francoforte facendo parte dell'indice azionario DAX da settembre 2018 ad agosto 2020, è stata smantellata dopo aver venduto le attività della sua principale business unit a Banca Santander per 100 milioni di euro nel novembre 2020. Altre attività, tra cui le sue unità nordamericane, britanniche e brasiliane, erano state vendute precedentemente. La società offriva servizi di transazione di pagamento elettronico e gestione del rischio. 
L'azienda è finita al centro di uno scandalo finanziario internazionale. Già nel 2019 il Financial Times aveva pubblicato una serie di inchieste insieme a denunce di informatori e documenti interni. Il CEO di lunga data Markus Braun si dimise e fu in seguito arrestato, l'ex COO Jan Marsalek, dopo essere stato licenziato, scomparve ed è ancora ricercato dalla polizia tedesca. La struttura dell'Autorità tedesca di vigilanza sui mercati finanziari, l'equivalente dell'italiana Consob, è stata criticata da molti come obsoleta e inadeguata. In particolare, è stata accusata di incompetenza e vicinanza impropria ai dirigenti di Wirecard. A seguito dello scandalo, il governo federale ha annunciato riforme delle autorità di vigilanza competenti nel febbraio 2021. Una commissione d'inchiesta su Wirecard è stata costituita nel Bundestag tedesco.

## Storia

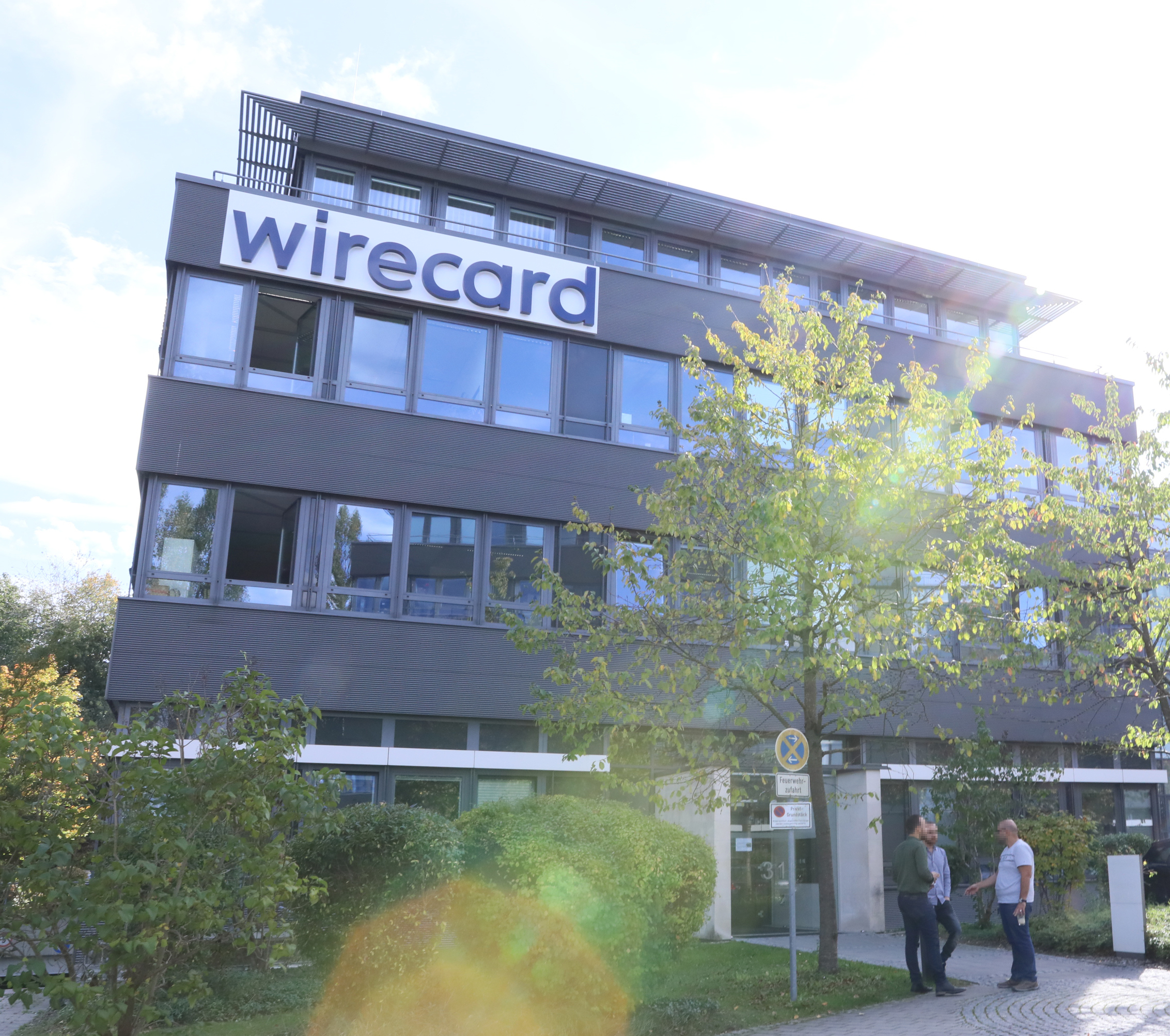
Sede "Wirecard AG" ad Aschheim (vicino a Monaco), 2019

### Fondazione e primo modello di business
La società è stata fondata nel 1999. Nel 2002, quando stava per chiudere alla fine della bolla delle dot-com, Markus Braun è diventato CEO. Ha consolidato la società e focalizzato il modello di business sulla fornitura di servizi di pagamento via Internet, nella fase iniziale principalmente verso siti web porno e giochi d'azzardo.

### Quotazione di Borsa e relazione con InfoGenie AG
La società precedente di Wirecard per quanto riguarda l'IPO era "InfoGenie AG" con sede a Berlino, le cui azioni erano state quotate nel segmento di borsa Neuer Markt dall'ottobre 2000. Questa società era attiva come fornitore di servizi di informazione che offriva hotline di consulenza telefonica su vari argomenti. Quando le azioni sono diventate azioni monetarie a seguito di perdite di prezzo, l'operatore di borsa Deutsche Börse ha voluto escludere InfoGenie dal Neuer Markt, vietato dal tribunale nell'aprile 2002. A metà dicembre 2004, un'assemblea generale straordinaria di InfoGenie ha deciso di trasferire a "InfoGenie AG" la non quotata WireCard, la cui attività principale era l'elaborazione in tempo reale dei pagamenti su Internet (compresa la valutazione del rischio), mediante un aumento di capitale a fronte di investimenti al 1º gennaio 2005, e rinominare InfoGenie in WireCard. Pertanto, WireCard è diventata una società per azioni quotata nel segmento azionario Prime Standard attraverso una IPO inversa. Nel 2006, Wirecard è stata inclusa nel TecDAX e nel settembre 2018 nel DAX.
Dal 1º gennaio 2006 Wirecard Bank AG fa parte del Gruppo Wirecard. Wirecard Bank AG dispone di una licenza bancaria completa ed è uno dei membri principali di VISA, MasterCard e JCB. I depositi delle banche sono assicurati tramite il Fondo di Tutela dei Depositi dell'Associazione delle Banche Tedesche (Einlagensicherungsfonds deutscher Banken e.V.). Wirecard Bank ha in seguito aperto la propria filiale virtuale nell'ambito dell'area di realtà virtuale 3D Second Life.

### Espansione internazionale
Wirecard Asia Pacific è stata fondata a Singapore nel 2007. Nel 2008, Wirecard ha introdotto carte di credito prepagate virtuali per pagamenti online e nell'anno successivo una suite di prevenzione delle frodi per il rilevamento delle frodi che utilizza anche l'intelligenza artificiale e machine learning. Nel 2014, Wirecard si è espansa in Nuova Zelanda, Australia, Sudafrica e Turchia. Con l'acquisto dei servizi di carte prepagate da Citigroup, Wirecard è rappresentata anche in Nord America dal 2016. Nello stesso anno, la società acquisì un fornitore di servizi di pagamento via Internet in Sud America in Brasile.
Nel 2019, la giapponese SoftBank ha investito in Wirecard. Con l'acquisizione di AllScore Payment Services da Pechino, Wirecard è stata rappresentata anche in Cina da novembre 2019.

### Controversia col Financial Times
Il 30 gennaio 2019, le azioni di Wirecard sono precipitate dopo che il Financial Times ha riferito che un alto dirigente era sospettato di "falsificazione dei conti" e "riciclaggio di denaro" nelle operazioni Asia-Pacifico della società. Wirecard ha rilasciato una dichiarazione definendo il rapporto "falso, inesatto, fuorviante e diffamatorio". Wirecard ha anche annunciato una causa contro il Financial Times per "rapporti non etici" e una causa per manipolazione del mercato.
La procura di Monaco di Baviera I, nel febbraio 2019, ha avviato indagini penali contro il giornalista del Financial Times Dan McCrum a causa di presunte violazioni del German Securities Trading Act (Wertpapierhandelsgesetz, WpHG). L'Autorità federale di vigilanza finanziaria tedesca BaFin ha vietato le vendite allo scoperto di azioni Wirecard dal 18 febbraio 2019 al 18 aprile 2019. Secondo BaFin, la misura non intende prendere posizione nella controversia tra Wirecard e il Financial Times. Il 15 ottobre 2019, il Financial Times ha pubblicato documenti che affermava essere i veri fogli di calcolo contabili interni di Wirecard.
Nel 2019, la società di contabilità KPMG è stata assunta da Wirecard per un controllo indipendente per rispondere alle accuse menzionate. Nel marzo 2020, Wirecard ha affermato che KPMG ha concluso che durante l'audit non è stata rilevata alcuna discrepanza.

### Scandalo e fallimento (2020)
Il 18 giugno 2020, la società ha dovuto ammettere che la società di revisione Ernst & Young non è stata in grado di reperire prove sufficienti dell'esistenza di depositi bancari in conti fiduciari per 1,9 miliardi di euro. Questo importo corrisponde a circa un quarto delle attività totali di Wirecard. Ernst & Young si è rifiutata pertanto di certificare il bilancio per l'esercizio 2019. Wirecard ha avvertito che senza un bilancio certificato la banca potrebbe chiudere i prestiti per circa 2 miliardi di euro il giorno seguente. Il prezzo delle azioni è quindi crollato in Borsa: il 18 giugno del 70%, nei due giorni successivi rispettivamente del 60% e del 45%, facendo aumentare sempre di più la possibilità di un fallimento.
Il 19 giugno 2020 il CEO Markus Braun si è dimesso. Al suo posto ad interim James Freis. La sera del 22 giugno Markus Braun viene arrestato; il giorno dopo, dietro cauzione pagata di 5 milioni di euro, viene rilasciato. Il 22 luglio viene nuovamente arrestato.
L'ex COO Jan Marsalek è stato licenziato dalla sua posizione e dal suo posto in consiglio. Da allora è scomparso ed è considerato latitante dalla polizia tedesca. Sono stati annunciati anche i licenziamenti di circa 730 dipendenti.
Sempre il 22 giugno 2020, Wirecard ha annunciato in un comunicato che i saldi delle banche sui conti fiduciari per un importo di 1,9 miliardi di euro non esistevano "con un alto grado di probabilità", mandando a picco il valore sul mercato azionario.
Il 25 giugno 2020 la società ha presentato istanza di fallimento dovuta all'imminente insolvenza e all'indebitamento eccessivo.
Nei giorni successi lo scandalo finanziario tocca i piani alti della politica, sfiorando il ministro dell'Economia Peter Altmaier e il ministro delle Finanze Olaf Scholz in merito alla vigilanza della Bafin, l'organo di sorveglianza bancaria tedesca. Nel gennaio 2021 sono costretti a dimettersi i vertici della Bafin, la Consob tedesca: il presidente Felix Hufeld e la sua vice Elisabeth Roegele per non aver svolto con efficacia il controllo su Wirecard, imploso lasciando un buco di 3,2 miliardi.

## Informazioni finanziarie
Wirecard AG ha fatto registrare un reddito consolidato pari a 81,94 milioni di euro per l'anno fiscale 2006. L'importo proforma assunto a titolo di confronto con l'anno precedente era di 55,5 milioni di euro, pertanto la crescita è stata all'incirca del 47 per cento. I guadagni derivanti dalle attività prima dell'applicazione di interessi e tasse (EBIT) hanno registrato un incremento del 90 per cento, arrivando a 18,56 milioni di euro nel 2006, rispetto ai 9,8 milioni di euro dell'anno fiscale 2005.
Il 31 dicembre 2006 Wirecard ha raggiunto la quindicesima posizione nella classifica TecDAX della Deutsche Börse AG in termini di capitalizzazione di mercato e la diciottesima posizione in termini di turnover nel book degli ordini. I guadagni diluiti e quelli di base per azione nell'anno fiscale 2006 ammontavano a 0,20 euro rispetto all'importo di 0,13 euro del 2005.

## Prodotti e servizi
Nel novembre 2006 Wirecard ha lanciato un servizio di pagamento in Internet chiamato Wirecard. Tramite registrazione online il cliente apre un conto presso la Wirecard Bank, che può caricare con contanti, tramite carte, addebito diretto, bonifico o varie tipologie di pagamento locali. Il servizio comprende una MasterCard virtuale gratuita per i clienti, che può essere utilizzata per pagare nelle milioni di postazioni abilitate MasterCard in tutto il mondo. Oltre ai prodotti MasterCard standard, il sistema Wirecard consente anche agli utenti internazionali di inviarsi reciprocamente somme di denaro in tempo reale. Inoltre, una MasterCard fisica opzionale permette agli utenti di pagare nei 24,7 milioni di punti vendita che supportano il brick&mortar con MasterCard e di ritirare contante presso circa 1 milione di sportelli automatici (ATM) in tutto il mondo.
L'elaborazione dei pagamenti elettronici e la piattaforma di gestione dei rischi di Wirecard AG supportano oltre 85 tipologie di pagamento internazionali e locali, nonché di protezione dalle frodi. Wirecard AG è membro di ADP CardClear e IATA.
Il prodotto SCP (Supplier and Commission Payments) di Wirecard consente l'esecuzione automatizzata dei pagamenti per fornitori e agenti di vendita. Il servizio è basato sull'emissione automatizzata di carte di credito “virtuali” da parte di Wirecard Bank AG. Le erogazioni per fornitori o commissioni da trasferire a livello internazionale (ad es. pagamento di commissioni per intermediazione da parte degli hotel alle agenzie di viaggio) possono essere elaborate ed eseguite tramite spedizione elettronica di numeri di carte di credito “virtuali” per uso personale e ristretto.

## Rassegna stampa
- PC Magazine: Wirecard Explains How Virtual Banking Will Work, su pcmag.com. URL consultato l'11 giugno 2007 (archiviato dall'url originale il 31 maggio 2007).
- CardMarketing 2.0: Wirecard Bank sets up in Second Life, su cardmarketing2.com. URL consultato l'11 giugno 2007 (archiviato dall'url originale il 2 giugno 2007).
- SLNN.COM: Wirecard AG is the first German bank to open an island in SL, su slnn.com. URL consultato l'11 giugno 2007 (archiviato dall'url originale il 10 luglio 2007).